# Thủy điện Krông Kmar
Thủy điện Krông Kmar là thủy điện xây dựng trên dòng sông Krông Kmar tại vùng đất thị trấn Krông Kmar huyện Krông Bông tỉnh Đắk Lắk, Việt Nam .
Thủy điện Krông Kmar có công suất 12 MW với 2 tổ máy, khởi công tháng 5/2005 , hoàn thành tháng 5/2008.
Thủy điện Krông Kmar chặn hết nước của thác Krông Kmar, làm thác này biến mất.

## Tác động môi trường
Thủy điện Krông Kmar tý hon được nhà xây dựng ca ngợi về đóng góp điện cho vùng miền núi nghèo. Tuy nhiên nó làm hỏng cảnh quan sinh thái vùng thác Krông Kmar 12°29′03″B 108°20′27″Đ / 12,484197°B 108,340884°Đ vốn là điểm du lịch hấp dẫn, nay lượng khách đến thăm giảm .
Các nhà đầu tư thủy điện cũng chưa chú trọng trồng rừng thay thế, góp phần phá hủy sinh thái .
Vào mùa khô hạn, như đầu năm 2016, các thủy điện này chỉ hoạt động cầm chừng vì thiếu nước .

## Chỉ dẫn
1. ↑  Theo Bản đồ tỷ lệ 1:50.000 tờ D-49-85-B, Cục Đo đạc và Bản đồ, 2004, thì tên sông là Ea Krông Kmar.
Trong tiếng các dân tộc thuộc nhóm ngôn ngữ Môn-Khmer ở Tây Nguyên và trong tiếng Việt cổ (trước thế kỷ 16, xem Chữ Nôm) thì "đăk" có nghĩa là nước, sông, suối, còn "krông" có nghĩa là sông.